# Faramea chapadensis
Faramea chapadensis är en måreväxtart som beskrevs av Spencer Le Marchant Moore. Faramea chapadensis ingår i släktet Faramea och familjen måreväxter. Inga underarter finns listade i Catalogue of Life.